# غويلرمو مارتين
غويلرمو مارتين (بالإسبانية: Guillermo Martín Torres)‏ (7 مارس 1991 بغوادالاخارا في المكسيك - ) هو لاعب كرة قدم مكسيكي في مركز الدفاع. لعب مع نادي أطلس.

## وصلات خارجية
- غويلرمو مارتين على موقع قاعدة بيانات كرة القدم.إي يو (الإنجليزية)